# Neil Goldschmidt
Neil Goldschmidt (Eugene, 16 giugno 1940 – Portland, 12 giugno 2024) è stato un politico e avvocato statunitense.

## Biografia
Studiò legge all'Università dell'Oregon. Per qualche anno svolse la professione legale.
Membro del Partito Democratico, fu sindaco di Portland dal 1973 al 1979: entrò in carica a 33 anni (prima di allora mai nessuno negli USA divenne primo cittadino di una metropoli a un'età così giovane). Fu segretario ai trasporti degli USA durante la presidenza di Jimmy Carter. Fu governatore dell'Oregon dal 1987 al 1991.
Neil Goldschmidt morì il 12 giugno 2024 per un'insufficienza cardiaca nella propria abitazione di Portland, quattro giorni prima di compiere 84 anni.

## Vita privata
Si sposò nel 1965 con Margaret Wood con la quale ebbe due figli. Divorziò nel 1990 e si risposò nel 1994 con Diana Snowden con cui ebbe altri due figli.